# Lista över berg
Detta är en lista över berg.
Det tvistas en hel del om hur världsdelar, kontinenter, länder och alla andra geografiska områden är uppdelade och vad som hör vart här på jorden. Tänk därför på att andra uppfattningar ofta förekommer än det som redovisas här.
Höjden på ett berg kan definieras på olika sätt, beroende på referenspunkt. Höjd över havet eller höjd från basen av berget är de vanligaste. I de här listorna avses höjden över havet om inget annat anges.
Höjderna som redovisas avser naturliga formationer och inte mänskliga byggnadsverk. Dock så kan det ibland vara tveksamt vad som räknas som mänskligt byggnadsverk, gravhögar av jord är till exempel ett tveksamt fall.
Rangordningen på olika berg kan variera beroende på om man anger bergstoppar eller hela berg. Om bergstoppar rangordnas kan ett berg ha flera platser i en lista. Rangordningen på den här sidan avser hela berg om inte annat anges.

## Solsystemets högsta berg
Inga andra kända planeter än jorden har havsnivåer man kan beräkna höjden på bergen ifrån. Istället brukar planetens medelnivå användas som referensnivå.
Solsystemets högsta berg anses vara Olympus Mons på Mars som är 27,0 km över Mars medelnivå. Detta är ungefär tre gånger högre än Mount Everest höjd över havsnivån.

## Olika sätt att mäta
Det vedertagna sättet att jämföra berg är att mäta avståndet från den genomsnittliga havsytan till bergets topp. Mäter man på detta sätt är Mount Everest högst med sina 8 849 meter över havet. Mäter man däremot från bergets fot till dess topp är Mauna Kea på Hawaii högst, som från foten (på havsbotten) till toppen är 10 203 meter högt, (men bara 4205 meter över havet). Om man mäter från jordens medelpunkt är Chimborazo i Ecuador högst. Chimborazo är visserligen bara 6 272 meter över havet, men på grund av jordens ovalitet är denna bergstopp den plats som befinner sig längst bort från medelpunkten, och är med detta sätt att mäta cirka 2100 meter högre än Mount Everest.

## Jordens högsta berg (räknat från havsytan)
Det finns 14 berg på jorden som är 8000 meter över havet eller högre.
| Nr  | Berg          | Land          | Höjd   | Bild |
| --- | ------------- | ------------- | ------ | ---- |
| 1.  | Mount Everest | Nepal/Kina    | 8849 m |      |
| 2.  | K2            | Pakistan/Kina | 8611 m |      |
| 3.  | Kangchenjunga | Nepal/Indien  | 8586 m |      |
| 4.  | Lhotse        | Nepal         | 8516 m |      |
| 5.  | Makalu        | Nepal         | 8462 m |      |
| 6.  | Cho Oyu       | Nepal         | 8201 m |      |
| 7.  | Dhaulagiri    | Nepal         | 8167 m |      |
| 8.  | Manaslu       | Nepal         | 8156 m |      |
| 9.  | Nanga Parbat  | Pakistan      | 8125 m |      |
| 10. | Annapurna     | Nepal         | 8091 m |      |
| 11. | Gasherbrum I  | Pakistan/Kina | 8068 m |      |
| 12. | Broad Peak    | Pakistan/Kina | 8047 m |      |
| 13. | Gasherbrum II | Pakistan/Kina | 8035 m |      |
| 14. | Shisha Pangma | Nepal/Kina    | 8013 m |      |

## Kontinenternas högsta berg
Listan som följer är inte allmänt accepterad, dock så är det den lista som Guinness rekordbok satt. För mer info se Seven summits.
| Kontinent   | Berg                             | Land        | Höjd   | Bild |
| ----------- | -------------------------------- | ----------- | ------ | ---- |
| Afrika      | Kilimanjaro (Kibo, Uhuru-toppen) | Tanzania    | 5892 m |      |
| Antarktis   | Vinson Massif                    | Antarktis   | 4892 m |      |
| Asien       | Mount Everest                    | Nepal/Tibet | 8849 m |      |
| Europa      | Elbrus                           | Ryssland    | 5642 m |      |
| Nordamerika | Denali                           | Alaska      | 6194 m |      |
| Oceanien    | Puncak Jaya (Carstensz Pyramid)  | Indonesien  | 4884 m |      |
| Sydamerika  | Aconcagua                        | Argentina   | 6962 m |      |

### Afrikas 10 högsta bergstoppar
Källa: PeakBagger.
| Nr  | Berg                                            | Land           | Höjd   | Bild |
| --- | ----------------------------------------------- | -------------- | ------ | ---- |
| 1.  | Kilimanjaro (Kibo, Uhuru-toppen)                | Tanzania       | 5963 m |      |
| 2.  | Mount Kenya                                     | Kenya          | 5199 m |      |
| 3.  | Kilimanjaro (Mvensi-toppen)                     | Tanzania       | 5149 m |      |
| 4.  | Mont Ngaliema (Mount Stanley, Mount Margherita) | Kongo-Kinshasa | 5109 m |      |
| 5.  | Mount Speke                                     | Uganda         | 4890 m |      |
| 6.  | Mount Baker                                     | Uganda         | 4844 m |      |
| 7.  | Mount Emin                                      | Kongo-Kinshasa | 4798 m |      |
| 8.  | Mount Gessi                                     | Kongo-Kinshasa | 4715 m |      |
| 9.  | Mount Luigi di Savoia                           | Uganda         | 4627 m |      |
| 10. | Mount Meru                                      | Tanzania       | 4565 m |      |

### Antarktis 10 högsta berg
Källa: PeakBagger, Amateur-Hikers.com.
| Nr  | Berg              | Land      | Höjd   | Bild |
| --- | ----------------- | --------- | ------ | ---- |
| 1.  | Vinson Massif     | Antarktis | 4897 m |      |
| 2.  | Mount Tyree       | Antarktis | 4852 m |      |
| 3.  | Mount Shinn       | Antarktis | 4661 m |      |
| 4.  | Mount Craddock    | Antarktis | 4650 m |      |
| 5.  | Mount Epperly     | Antarktis | 4602 m |      |
| 6.  | Mount Gardner     | Antarktis | 4587 m |      |
| 7.  | Mount Kirkpatrick | Antarktis | 4528 m |      |
| 8.  | Mount Elizabeth   | Antarktis | 4480 m |      |
| 9.  | Mount Markham     | Antarktis | 4351 m |      |
| 10. | Mount Bell        | Antarktis | 4303 m |      |

### Asiens 10 högsta berg
| Nr  | Berg          | Land          | Höjd   | Bild |
| --- | ------------- | ------------- | ------ | ---- |
| 1.  | Mount Everest | Nepal/Kina    | 8849 m |      |
| 2.  | K2            | Pakistan/Kina | 8611 m |      |
| 3.  | Kangchenjunga | Nepal/Indien  | 8586 m |      |
| 4.  | Lhotse        | Nepal         | 8516 m |      |
| 5.  | Makalu        | Nepal         | 8462 m |      |
| 6.  | Cho Oyu       | Nepal         | 8201 m |      |
| 7.  | Dhaulagiri    | Nepal         | 8167 m |      |
| 8.  | Manaslu       | Nepal         | 8156 m |      |
| 9.  | Nanga Parbat  | Pakistan      | 8125 m |      |
| 10. | Annapurna     | Nepal         | 8091 m |      |

### Oceaniens 10 högsta berg
Notera att den här listan är baserad på att delar av Indonesien ingår i kontinenten Oceanien. Det finns andra uppfattningar gällande detta.
Källa: PeakBagger.
| Nr  | Berg                            | Land                          | Höjd   | Bild |
| --- | ------------------------------- | ----------------------------- | ------ | ---- |
| 1.  | Puncak Jaya (Carstensz Pyramid) | Indonesien (Nya Guinea)       | 4884 m |      |
| 2.  | Puncak Trikora                  | Indonesien (Nya Guinea)       | 4730 m |      |
| 3.  | Ngga Pilimsit                   | Indonesien (Nya Guinea)       | 4717 m |      |
| 4.  | Puncak Mandala                  | Indonesien (Nya Guinea)       | 4640 m |      |
| 5.  | Mount Wilhelm                   | Papua Nya Guinea (Nya Guinea) | 4509 m |      |
| 6.  | Mount Giluwe                    | Indonesien (Nya Guinea)       | 4368 m |      |
| 7.  | Mount Kubor                     | Indonesien (Nya Guinea)       | 4359 m |      |
| 8.  | Mount Herbert                   | Indonesien (Nya Guinea)       | 4267 m |      |
| 9.  | Mauna Kea                       | USA (Hawaii)                  | 4205 m |      |
| 10. | Mauna Loa                       | USA (Hawaii)                  | 4169 m |      |

### Europas 10 högsta berg
Notera att den här listan är baserad på att Kaukasus, Ryssland/Georgien, ingår i Europa. Det finns andra uppfattningar gällande detta.

Alternativa namn på topparna förekommer.
| Nr  | Berg            | Land              | Höjd   | Bild |
| --- | --------------- | ----------------- | ------ | ---- |
| 1.  | Elbrus          | Ryssland          | 5642 m |      |
| 2.  | Dych-Tau        | Ryssland          | 5203 m |      |
| 3.  | Sjchara         | Georgien          | 5201 m |      |
| 4.  | Kosjtan-Tau     | Ryssland          | 5150 m |      |
| 5.  | Pusjkin         | Georgien/Ryssland | 5100 m |      |
| 6.  | Dzjanga         | Georgien/Ryssland | 5051 m |      |
| 7.  | Kazbek          | Georgien/Ryssland | 5033 m |      |
| 8.  | Tetnuldi        | Georgien          | 5025 m |      |
| 9.  | Katyn           | Ryssland          | 4974 m |      |
| 10. | Sjota Rustaveli | Georgien/Ryssland | 4960 m |      |

### Nordamerikas 10 högsta berg
Källa: Engelskspråkiga Wikipedia.
| Nr  | Berg                    | Land                          | Höjd   | Bild |
| --- | ----------------------- | ----------------------------- | ------ | ---- |
| 1.  | Denali (Mount McKinley) | USA (Alaska)                  | 6194 m |      |
| 2.  | Mount Logan             | Kanada (Yukon)                | 5959 m |      |
| 3.  | Pico de Orizaba         | Mexiko                        | 5640 m |      |
| 4.  | Mount Saint Elias       | USA (Alaska) / Kanada (Yukon) | 5489 m |      |
| 5.  | Popocatépetl            | Mexiko                        | 5400 m |      |
| 6.  | Mount Foraker           | USA (Alaska)                  | 5304 m |      |
| 7.  | Iztaccihuatl            | Mexiko                        | 5230 m |      |
| 8.  | Mount Lucania           | Kanada (Yukon)                | 5226 m |      |
| 9.  | King Peak               | Kanada (Yukon)                | 5173 m |      |
| 10. | Mount Steele            | Kanada (Yukon)                | 5073 m |      |

### Sydamerikas 10 högsta berg
Källa: PeakBagger, Andes.org.uk.
| Nr  | Berg            | Land            | Höjd   | Bild |
| --- | --------------- | --------------- | ------ | ---- |
| 1.  | Aconcagua       | Argentina       | 6959 m |      |
| 2.  | Ojos del Salado | Argentina/Chile | 6893 m |      |
| 3.  | Pissis          | Argentina       | 6795 m |      |
| 4.  | Bonete          | Argentina       | 6759 m |      |
| 5.  | Tres Cruces Sur | Argentina/Chile | 6748 m |      |
| 6.  | Huascaran       | Peru            | 6746 m |      |
| 7.  | Llullaillaco    | Argentina/Chile | 6739 m |      |
| 8.  | Mercedario      | Argentina       | 6700 m |      |
| 9.  | Cazadero        | Argentina       | 6658 m |      |
| 10. | Huascaran Norte | Peru            | 6655 m |      |

## Berg i länder

### Albanien

#### Albaniens 10 högsta berg
| Nr  | Berg            | Landsdel             | Höjd    | Bild |
| --- | --------------- | -------------------- | ------- | ---- |
| 1.  | Korab           |                      | 2,751 m |      |
| 2.  | Maja e Jezercës | Shkodër prefektur    | 2,694 m |      |
| 3.  | Radohime        | Shkodër prefektur    | 2,570 m |      |
| 4.  | Kollata         | Shkodër prefektur    | 2,556 m |      |
| 5.  | Grámos Óros     | Korçë prefektur      | 2,523 m |      |
| 6.  | Mali i Gjalicës | Kukës prefektur      | 2,487 m |      |
| 7.  | Nemërçkë        | Gjirokastër distrikt | 2,485   |      |
| 8.  | Tomorr          | Berat prefektur      | 2,417   |      |
| 9.  | Maja e Thatë    | Kukës prefektur      | 2,406   |      |
| 10. | Maja Bogicaj    | Kukës prefektur      | 2,405   |      |

### Danmark

#### Danmarks 10 högsta berg
Notera att listan bara tar hänsyn till Danmark som land, danska territorier (Färöarna och Grönland) är inte inräknade. Notera också att rangordningen kan diskuteras, se mer i artikeln Yding Skovhøj.
Källa: Kort & Matrikelstyrelsen, Faktoider.nu, Danmarks fem højeste punkter, da.wikipedia.org.
| Nr  | Berg            | Landsdel            | Höjd     | Bild |
| --- | --------------- | ------------------- | -------- | ---- |
| 1.  | Møllehøj        | Skanderborgs kommun | 170,86 m |      |
| 2.  | Yding Skovhøj   | Horsens kommun      | 170,77 m |      |
| 3.  | Ejer Bavnehøj   | Skanderborgs kommun | 170,35 m |      |
| 4.  | Lindbjerg       |                     | 170,08 m |      |
| 5.  | Margretelyst SØ |                     | 169,78 m |      |
| 6.  | Vistofte        |                     | 169,44 m |      |
| 7.  |                 |                     |          |      |
| 8.  |                 |                     |          |      |
| 9.  |                 |                     |          |      |
| 10. |                 |                     |          |      |

#### Danska berg, övrigt
- Gunnbjørn, Grönland, 3700 m. Högsta berget på danskt territorium.
- Himmelbjerget, Skanderborgs kommun, Danmark, 147 m. Fram till år 1847 ansett som det högsta berget i Danmark.

### Finland

#### Finlands 10 högsta berg
| Nr  | Berg           | Landsdel       | Höjd    | Bild |
| --- | -------------- | -------------- | ------- | ---- |
| 1.  | Haldefjäll     | Lappland/Troms | 1324 m* |      |
| 2.  | Ridnitšohkka   | Lappland       | 1316 m  |      |
| 3.  | Kiedditsohkka  | Lappland       | 1280 m  |      |
| 4.  | Kovddoskaisi   | Lappland       | 1240 m  |      |
| 5.  | Ruvdnaoaivi    | Lappland       | 1239 m  |      |
| 6.  | Loassonibba    | Lappland       | 1180 m  |      |
| 7.  | Urtasvaara     | Lappland       | 1150 m  |      |
| 8.  | Kahperusvaarat | Lappland       | 1144 m  |      |
| 9.  | Aldorassa      | Lappland       | 1130 m  |      |
| 10. | Kieddoaivi     | Lappland       | 1100 m  |      |

*Haldefjäll är Finlands högsta punkt. Dock så ligger Haldefjälls topp (1361 m ö.h.) i Norge. Detta gör Ridnitšohkka till det högsta berget med bergstopp i Finland.

### Färöarna
Se även Lista över fjäll på Färöarna.

#### Färöarnas 10 högsta berg
Källa: Wikipedia.
| Nr  | Berg                             | Landsdel | Höjd | Bild |
| --- | -------------------------------- | -------- | ---- | ---- |
| 1.  | Slættaratindur                   | Eysturoy | 882m |      |
| 2.  | Gráfelli                         | Eysturoy | 856m |      |
| 3.  | Villingadalsfjall                | Viðoy    | 841m |      |
| 4.  | Kúvingafjall                     | Kunoy    | 830m |      |
| 5.  | Teigafjall                       | Kunoy    | 825m |      |
| 6.  | Kunoyarnakkur                    | Kunoy    | 819m |      |
| 7.  | Havnartindur                     | Kunoy    | 818m |      |
| 8.  | Urðafjall                        | Kunoy    | 817m |      |
| 9.  | Middagsfjall, Kunoy,Middagsfjall | Kunoy    | 805m |      |
| 10. | Svartbakstindur                  | Eysturoy | 801m |      |

### Island

#### Islands 10 högsta berg
| Nr  | Berg              | Landsdel | Höjd   | Bild |
| --- | ----------------- | -------- | ------ | ---- |
| 1.  | Öræfajökull       |          | 2110 m |      |
| 2.  | Bárðarbunga       |          | 2000 m |      |
| 3.  | Kverkfjöll        |          | 1920 m |      |
| 4.  | Snæfell           |          | 1833 m |      |
| 5.  | Hofsjökull        |          | 1765 m |      |
| 6.  | Herðubreið        |          | 1682 m |      |
| 7.  | Eiríksjökull      |          | 1675 m |      |
| 8.  | Eyjafjallajökull  |          | 1666 m |      |
| 9.  | Tungnafellsjökull |          | 1540 m |      |
| 10. | Kerling           |          | 1538 m |      |

### Norge
Norge har 300 bergstoppar över 2000 m.

#### Norges 10 högsta bergstoppar
Källa: nfo2000m.no.
| Nr  | Berg                               | Kommun         | Höjd   | Bild |
| --- | ---------------------------------- | -------------- | ------ | ---- |
| 1.  | Galdhøpiggen                       | Lom            | 2469 m |      |
| 2.  | Glittertind                        | Lom            | 2465 m |      |
| 3.  | Store Skagastølstinden (Storen)    | Luster / Årdal | 2405 m |      |
| 4.  | Store Styggedalstinden, Östtoppen  | Luster         | 2387 m |      |
| 5.  | Store Styggedalstinden, Västtoppen | Luster         | 2380 m |      |
| 6.  | Skardstinden                       | Lom            | 2373 m |      |
| 7.  | Veslepiggen (Vesle Galdhøpiggen)   | Lom            | 2369 m |      |
| 8.  | Store Surtningssui                 | Lom / Vågå     | 2368 m |      |
| 9.  | Store Memurutinden, Östtoppen      | Lom            | 2366 m |      |
| 10. | Store Memurutinden, Västtoppen     | Lom            | 2364 m |      |

### Peru
Se även Bergskedjor i Peru.

#### Perus 10 högsta bergstoppar
Källa: perutravels.net.
| Nr  | Berg                        | Landsdel | Höjd   | Bild |
| --- | --------------------------- | -------- | ------ | ---- |
| 1.  | Huascaran                   | Ancash   | 6768 m |      |
| 2.  | Huascaran (Huascaran Norte) | Ancash   | 6655 m |      |
| 3.  | Yerupaja                    | Lima     | 6634 m |      |
| 4.  | Coropuna                    | Arequipa | 6425 m |      |
| 5.  | Huandoy Centro              | Ancash   | 6395 m |      |
| 6.  | Chopicalqui                 | Ancash   | 6354 m |      |
| 7.  | Siula Grande                | Ancash   | 6344 m |      |
| 8.  | Ausangate                   | Cusco    | 6333 m |      |
| 9.  | Ampato                      | Arequipa | 6288 m |      |
| 10. | Salkantay                   | Cusco    | 6271 m |      |

### Storbritannien

#### Storbritanniens 10 högsta berg
Källa: jbutler.org.uk.
| Nr  | Berg                  | Landsdel  | Höjd   | Bild |
| --- | --------------------- | --------- | ------ | ---- |
| 1.  | Ben Nevis             | Skottland | 1344 m |      |
| 2.  | Ben Macdui            | Skottland | 1309 m |      |
| 3.  | Braeriach             | Skottland | 1296 m |      |
| 4.  | Cairn Toul            | Skottland | 1291 m |      |
| 5.  | Sgor an Lochain Uaine | Skottland | 1258 m |      |
| 6.  | Cairn Gorm            | Skottland | 1245 m |      |
| 7.  | Aonach Beag           | Skottland | 1234 m |      |
| 8.  | Càrn Mor Dearg        | Skottland | 1223 m |      |
| 9.  | Aonach Mor            | Skottland | 1221 m |      |
| 10. | Ben Lawers            | Skottland | 1214 m |      |

### Sverige
För alla svenska berg på Wikipedia se Kategori:Berg i Sverige.

#### Sveriges 20 högsta bergstoppar
Sverige har 12 bergstoppar över 2000 meter. Källa Lantmäteriet (2016).
| Nr  | Berg                     | Landskap | Höjd    | Bild |
| --- | ------------------------ | -------- | ------- | ---- |
| 1.  | Kebnekaise, Nordtoppen   | Lappland | 2097 m  |      |
| 2.  | Kebnekaise, Sydtoppen    | Lappland | 2096 m* |      |
| 3.  | Sarektjåkkå, Stortoppen  | Lappland | 2089 m  |      |
| 4.  | Kaskasatjåkka            | Lappland | 2071 m  |      |
| 5.  | Sarektjåkkå, Nordtoppen  | Lappland | 2056 m  |      |
| 6.  | Kaskaspakte              | Lappland | 2040 m  |      |
| 7.  | Sarektjåkkå, Sydtoppen   | Lappland | 2023 m  |      |
| 8.  | Palkattjåkkå             | Lappland | 2016 m  |      |
| 9.  | Akka, Stortoppen         | Lappland | 2015 m  |      |
| 10. | Sarektjåkkå, Buchttoppen | Lappland | 2010 m  |      |
| 11. | Pårtetjåkkå              | Lappland | 2007 m  |      |
| 12. | Sielmatjåkka             | Lappland | 2004 m  |      |
| 13. | Kåtotjåkka               | Lappland | 1991 m  |      |
| 14. | Kebnepakte               | Lappland | 1987 m  |      |
| 15. | Kåtokkasktjåkkå          | Lappland | 1978 m  |      |
| 16. | Spijkka                  | Lappland | 1976 m  |      |
| 17. | Akkatjåkkå               | Lappland | 1974 m  |      |
| 18. | Akka Borgtopp            | Lappland | 1963 m  |      |
| 19. | Vuoinestjåkkå            | Lappland | 1952 m  |      |
| 20. | Palkatpakte              | Lappland | 1951 m  |      |

*Uppmätt 2019. Kebnekaises sydtopp täcks av en glaciär och varierar därför i höjd. Under 1900-talet var den Sveriges högsta topp, men avsmältning gjorde att den 2018 blev lägre än nordtoppen. Berget når till cirka 2 060 m ö h, vilket innebär att toppen kommer att ramla ner till fjärdeplats bland Sveriges toppar om avsmältningen fortsätter.

#### Sveriges landsdelars högsta berg
De högsta bergen i Sveriges landsdelar.
| Landsdel | Berg            | Höjd   | Bild |
| -------- | --------------- | ------ | ---- |
| Norrland | Kebnekaise      | 2097 m |      |
| Svealand | Storvätteshågna | 1204 m |      |
| Götaland | Tomtabacken     | 377 m  |      |

#### Sveriges läns högsta berg
De högsta bergen i Sveriges län.
Källa 1: Lantmäteriverket (2016)

Källa 2: SCB (2008)

Källa 3: SverigesTak.org, "Highpointing i Sverige"
| Län                  | Berg                       | Höjd (m ö.h.) |
| -------------------- | -------------------------- | ------------- |
| Blekinge län         | Rävabacken                 | 189           |
| Dalarnas län         | Storvätteshågna            | 1204          |
| Gotlands län         | Lojsta hed                 | 82            |
| Gävleborgs län       | Stora Korpimäki            | 711           |
| Hallands län         | Ölmesberg                  | 238           |
| Jämtlands län        | Helagsfjället (Maajåelkie) | 1796          |
| Jönköpings län       | Tomtabacken                | 377           |
| Kalmar län           | Grönsved                   | 292           |
| Kronobergs län       | Lerket                     | 315           |
| Norrbottens län      | Kebnekaise (Giebmegáisi)   | 2097          |
| Skåne län            | Söderåsen                  | 210           |
| Stockholms län       | Tornberget                 | 111           |
| Södermanlands län    | Skogsbyås                  | 124           |
| Uppsala län          | Tallmossen                 | 118           |
| Värmlands län        | Granberget vid Höljes      | 701           |
| Västerbottens län    | Norra Sytertoppen          | 1767          |
| Västernorrlands län  | Solbergsliden              | 594           |
| Västmanlands län     | Timmeråsarna               | 331           |
| Västra Götalands län | Galtåsen                   | 362           |
| Örebro län           | Eskilsberget               | 446           |
| Östergötlands län    | Stenabohöjden              | 327           |

#### Sveriges landskaps högsta berg
Notera att landskapen i Sverige kan vara aningen oexakta då de mer är en historisk benämning än en nutida praktisk indelning av landet. Därför finns avvikande åsikter vad gäller vissa berg, speciellt då de ligger i gränstrakterna mellan landskap.
Källa 1: Lantmäteriverket (2016)

Källa 2: SverigesTak.org, "Highpointing i Sverige"
| Landskap      | Berg             | Höjd (m ö.h.) |
| ------------- | ---------------- | ------------- |
| Blekinge      | Rävabacken       | 189           |
| Bohuslän      | Björnerödspiggen | 222           |
| Dalarna       | Storvätteshågna  | 1204          |
| Dalsland      | Baljåsen         | 302           |
| Gotland       | Lojsta hed       | 83            |
| Gästrikland   | Lustigknopp      | 402           |
| Halland       | Högalteknall     | 226           |
| Hälsingland   | Garpkölen        | 671           |
| Härjedalen    | Helags           | 1797          |
| Jämtland      | Storsylen        | 1743          |
| Lappland      | Kebnekaise       | 2097          |
| Medelpad      | Myckelmyrberget  | 577           |
| Norrbotten    | Vitberget        | 594           |
| Närke         | Tomasbodahöjden  | 298           |
| Skåne         | Söderåsen        | 212           |
| Småland       | Tomtabacken      | 377           |
| Södermanland  | Skogsbyås        | 124           |
| Uppland       | Tallmossen       | 118           |
| Värmland      | Granberget       | 701           |
| Västerbotten  | Åmliden          | 550           |
| Västergötland | Galtåsen         | 361           |
| Västmanland   | Fjällberget      | 466           |
| Ångermanland  | Tåsjöberget      | 635           |
| Öland         | Höghäll          | 55            |
| Östergötland  | Stenabohöjden    | 328           |

## Berg i bergskedjor
Se även Lista över bergskedjor.

### Berg över 4000 meter i Alperna
1. Mont Blanc 4807 m.
2. Dufourspitze 4634 m.
3. Nordend 4609 m.
4. Zumsteinspitze 4563 m.
5. Signalkuppe 4556 m.
6. Dom 4545 m.
7. Liskamm 4527 m.
8. Weisshorn 4505 m.
9. Täschhorn 4490 m.
10. Matterhorn 4478 m.
11. Mont Maudit 4465 m.
12. Parrotspitze 4436 m.
13. Dent Blanche 4356 m.
14. Nadelhorn 4327 m.
15. Schwarzhorn 4322 m.
16. Grand Combin 4314 m.
17. Ludwigshöhe 4311 m.
18. Lenzspitze 4294 m.
19. Finsteraarhorn 4273 m.
20. Mont Blanc du Tacul 4248 m.
21. Stecknadelhorn 4241 m.
22. Castor 4228 m.
23. Zinalrothorn 4221 m.
24. Hohberghorn 4219 m.
25. Vincent Piramide 4215 m.
26. Grand Jorasses 4208 m.
27. Alphubel 4206 m.
28. Rimpfischhorn 4199 m.
29. Aletschhorn 4195 m.
30. Strahlhorn 4190 m.
31. Dent d'Hérens 4171 m.
32. Balmenhorn 4167 m.
33. Breithorn 4164 m.
34. Bishorn 4153 m.
35. Jungfrau 4158 m.
36. Aiguille Verte 4122 m.
37. Aiguille Blanche 4112 m.
38. Grande Rocheuse 4102 m.
39. Barre des Écrins 4101 m.
40. Mönch 4099 m.
41. Pollux 4092 m.
42. Schreckhorn 4078 m.
43. Obergabelhorn 4063 m.
44. Gran Paradiso 4061 m.
45. Mont Brouillard 4053 m.
46. Aiguille de Bionassay 4052 m.
47. Piz Bernina 4049 m.
48. Gross-Fiescherhorn 4049 m.
49. Gross-Grünhorn 4044 m.
50. Lauteraarhorn 4042 m.
51. Aiguille de Jardin 4035 m.
52. Dürrenhorn 4035 m.
53. Allalinhorn 4027 m.
54. Hinter-Fiescherhorn 4025 m.
55. Weissmies 4023 m.
56. Dôme de Rochefort 4015 m.
57. Dent du Géant 4013 m.
58. Punta Baretti 4013 m.
59. Lagginhorn 4010 m.
60. Aiguille de Rochefort 4001 m.
61. Les Droites 4000 m.

## Andra berg
- Eiger 3970 m , Schweiz
- Ojos del Salado 6 908 m (Argentina/Chile, Sydamerika)
- Bonete 6 872 m (Argentina/Chile, Sydamerika)
- Tupungato 6 804 m (Argentina/Chile, Sydamerika)
- Pissis 6 783 m (Argentina, Sydamerika)
- Mercedario 6 774 m (Argentina, Sydamerika)
- Huascarán 6 768 m (Peru, Sydamerika)
- Llullaillaco 6 727 m (Argentina/Chile, Sydamerika)
- Cachi 6 724 m (Argentina, Sydamerika)
- El Libertador 6 724 m (Argentina, Sydamerika)
- Cerro de Incahuasi 6 624 m (Argentina/Chile, Sydamerika)
- Yerupajá 6 617 m (Peru, Sydamerika)
- Galán 6 604 m (Argentina, Sydamerika)
- El Muerto 6 545 m (Argentina/Chile, Sydamerika)
- Mount Kinabalu 4 095 m (Borneo/Malaysia, Sydostasien)
- Sinai berg eller Jabal Musa 2 200 m (Sinaihalvön)
- Taffelberget 1 086 m (Sydafrika)

- Heigelkopf